# Boii
Spolek Boii je nezisková organizace zaměřená na prezentaci keltského dědictví v Pardubickém kraji, na rozvoj regionu a na podporu dobrovolnictví a občanské společnosti. Jeho nejvýznamnějším projektem je Země Keltů, který zastřešuje aktivity pro veřejnost a cílí na prezentaci původního keltského osídlení v okolí obce Nasavrky. Centrem Země Keltů je stále se rozšiřující keltský skanzen.

## Historie spolku
Spolek (původně občanské sdružení) byl založen v roce 2002 nasavrckými občany, s cílem popularizovat keltskou historii okolí Nasavrk.  Důležitým předpokladem pro vznik spolku bylo prohlášení oppida v Českých Lhoticích za archeologickou památkovou rezervaci Ministerstvem kultury z roku 1965, a následný archeologický průzkum, který probíhal v letech 1971-1987. 
První předseda spolku, Ing. Milan Doležal, představil ideu keltských aktivit v Nasavrkách. Jeho vizí bylo vytvoření naučné stezky, expozice, realizace programů pro školy, a již tehdy se zvažovala varianta vzniku keltského skanzenu, jakožto rekonstrukce oppida z Českých Lhotic.  Prvním bodem tzv. Keltského archeoparku se stala Keltská stezka Železnými horami, která byla realizována roku 2003. V roce 2005 byl veřejnosti představen druhý bod, expozice Po Stopách Keltů, umístěná v prvním patře nasavrckém zámku. Realizace třetího bodu, programů pro školy, byla zahájena hned záhy. Výukových a zážitkových programů realizovaných pod hlavičkou Boii se mezi lety 2004 a 2022 zúčastnilo více než 20.000 žáků především z Pardubického kraje.
V roce 2007 (tou dobou je již předsedou L. Blažek) se uskutečnil první ročník keltského festivalu Lughnasad, který dnes již tradičně na přelomu července a srpna láká do Nasavrk mnoho návštěvníků nejen z řad příznivců keltské kultury a hudby. Festival se postupně rozrůstal, momentálně je největším svého druhu v České republice. Jeho cílem je přiblížit návštěvníkům keltské zvyky spjaté s obdobím sklizně, nabízí ukázky keltských řemesel, ochutnávku dobové kuchyně i různé workshopy pro děti i dospělé.
Největším snem spolku již od jeho vzniku byla stavba keltského skanzenu. Aktivní přípravy na výstavbu skanzenu byly započaty v roce 2008. V průběhu následujících tří let byl vypracován projekt (Ing. arch. J. Dobeš a Mgr. T. Mangel, Ph.D.), úspěšně žádáno o financování z ROP Severovýchod a schváleno stavební řízení. Stavba skanzenu byla zahájena v červnu 2011. Původní plán otevřít skanzen do dvou let se naplnit nepodařilo. 
Skanzen byl oficiálně představen veřejnosti až v roce 2016. V roce 2017 se na skanzen přesunul i festival Lughnasad. V průběhu stejného roku se ve skanzenu natočil také krátkometrážní film Allar.

V současné době se skanzen neustále rozšiřuje. Poslední realizovanou stavbou byl dům náčelníka. Projekt keltského skanzenu a činnost spolku jsou finančně podporovány městem Nasavrky a Pardubickým krajem. 

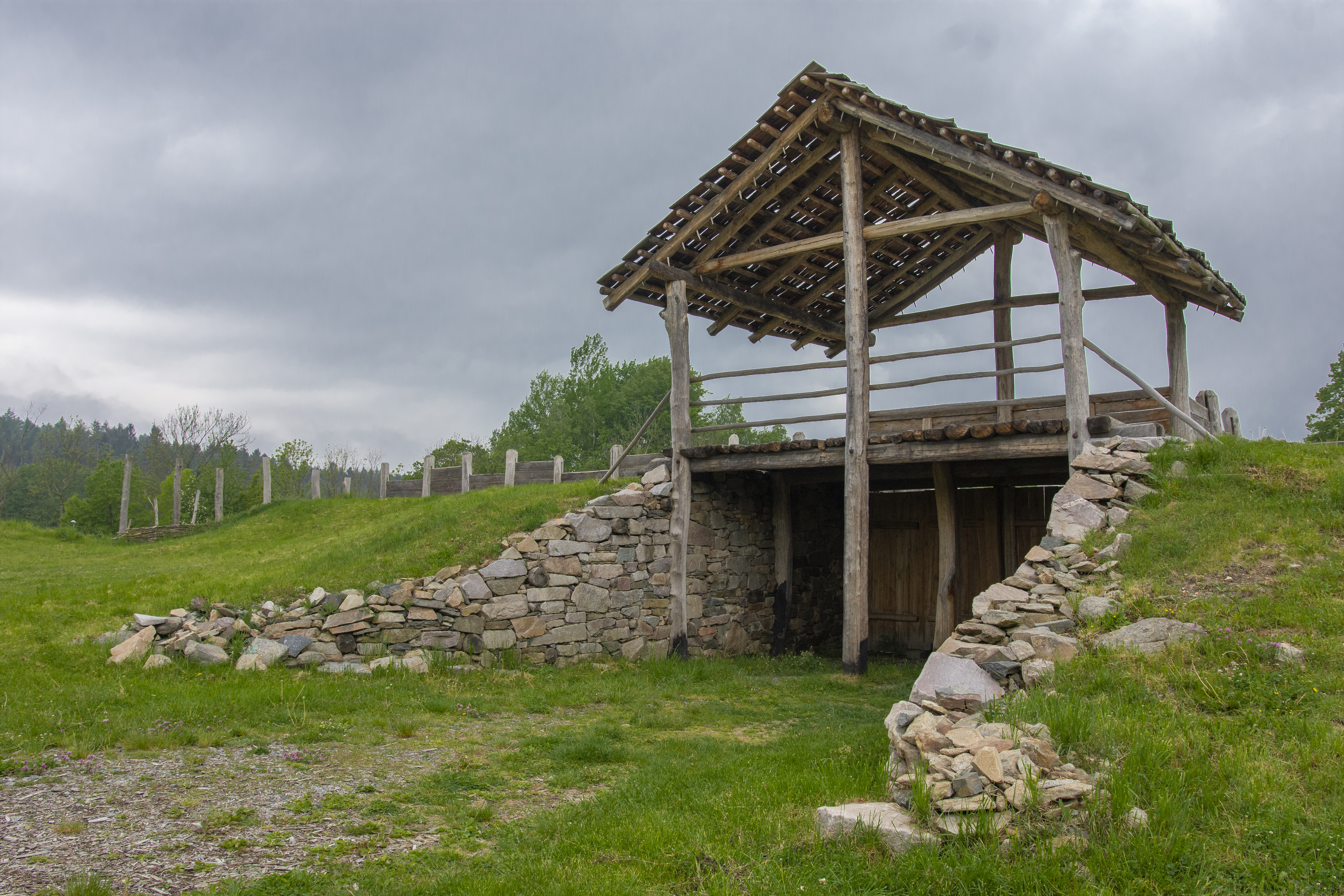
Vstupní brána oppida Země Keltů
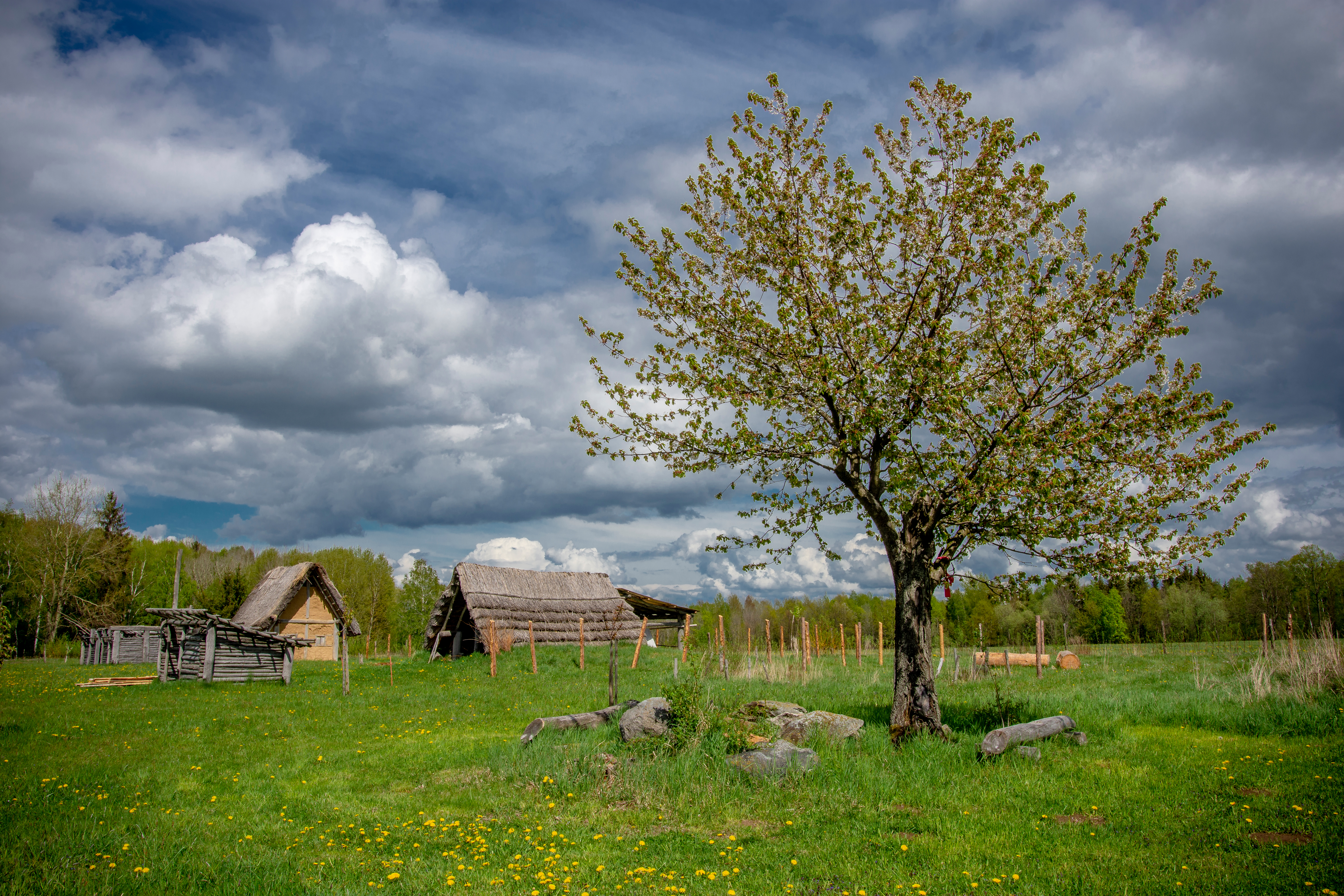
Skanzen Nasavrky
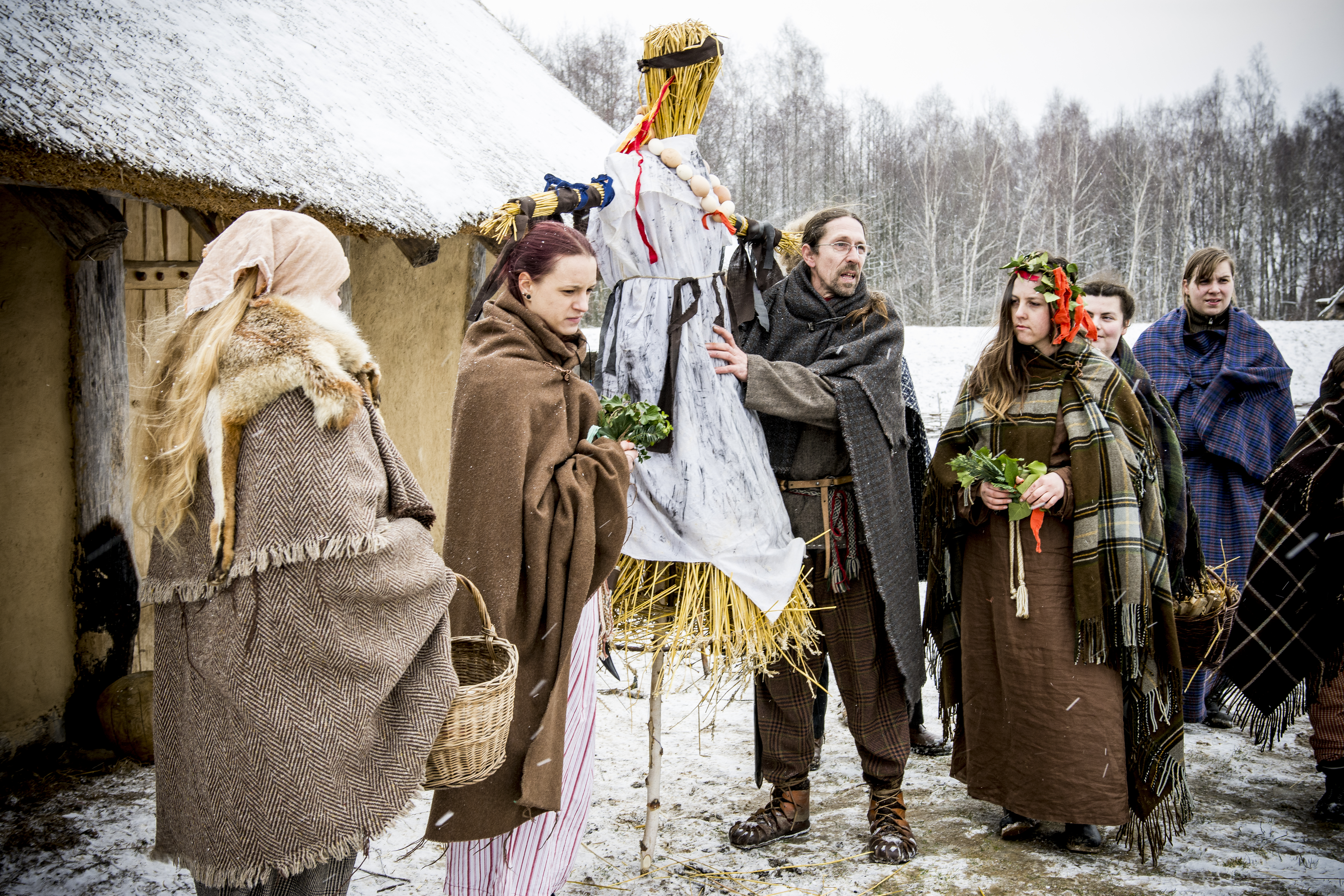
Oslavy zimního slunovratu v keltském skanzenu
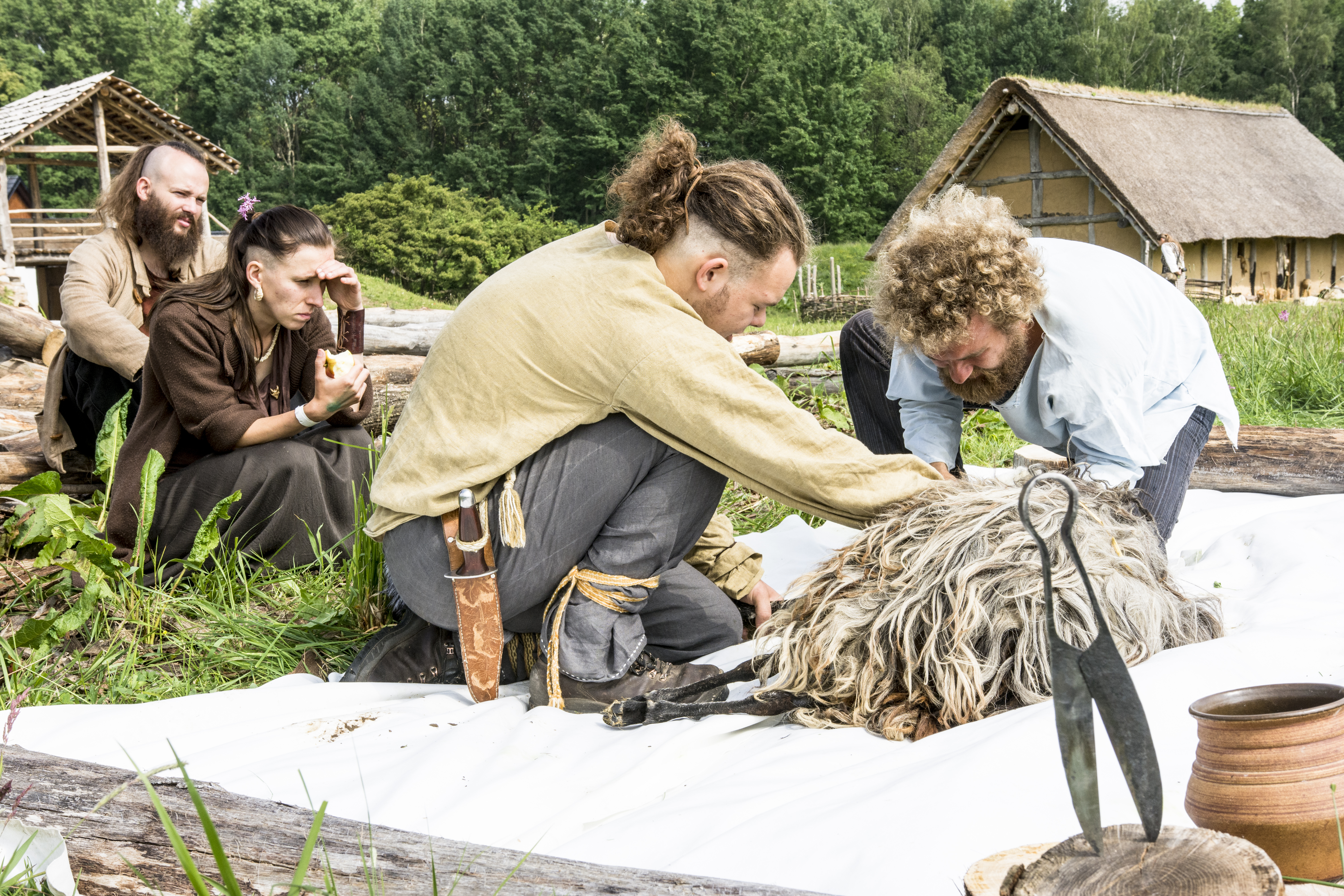
Dobrovolníci jsou důležitou součástí skanzenu Země Keltů
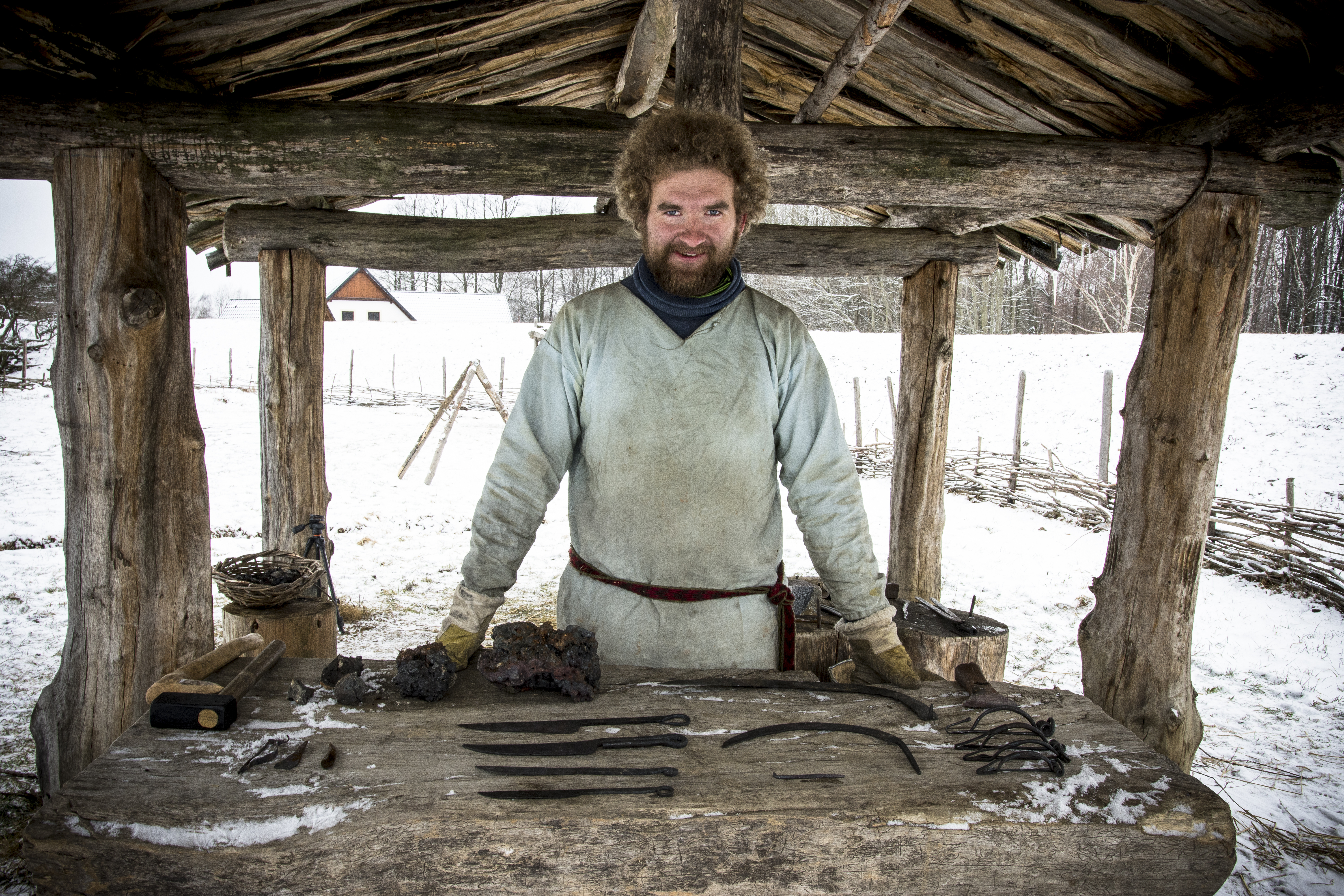
Aktivity spolku Boii zahrnují oslavy tradičních keltských svátku ve skanzenu i výukové programy pro veřejnost